# Plan-de-Sánchez-Massaker

Plan de Sánchez

Am 18. Juli 1982, während des Guatemaltekischen Bürgerkriegs und unter der Herrschaft von Efraín Ríos Montt, fand in dem guatemaltekischen Dorf Plan de Sánchez im Departement Baja Verapaz eines von hunderten Massakern an der zivilen Bevölkerung statt. Etwa 268 Menschen (überwiegend Frauen und Kinder und fast ausschließlich Angehörige des indigenen Volkes der Achí) wurden von Angehörigen der Streitkräfte und ihren paramilitärischen Verbündeten misshandelt, vergewaltigt, ermordet und anschließend verbrannt.

## Ablauf

### Vorgeschichte
Die Morde fanden in einer der gewalttätigsten Phasen des guatemaltekischen Bürgerkriegs statt, in der die Regierung die sogenannte „Doktrin der nationalen Sicherheit“ gegen Guerillagruppierungen und vermeintliche Aufständische anwandte. Auch die indigenen Maya wurden dabei als „nationale Feinde“ identifiziert: Die Einwohner von Plan de Sánchez wurden vom Militär beschuldigt, der Guerilla anzugehören, da sie sich weigerten, an den Patrouillen der Zivilverteidigung oder Patrullas de Autodefensa Civil (PAC), den paramilitärischen Patrouillen, teilzunehmen. Die Partizipation darin war Pflicht und die Verweigerung konnte mit dem Tode bestraft werden.

### Durchführung
Anfang Juli 1982 wurde Plan de Sánchez zunächst bombardiert und am 15. Juli 1982 wurde dort ein temporäres Militärcamp errichtet. Am 18. Juli war Markttag, ein sehr geschäftiger Tag in Plan de Sánchez, als gegen 8 Uhr morgens zwei Mörsergranaten vom Kaliber 105 mm auf die Gemeinde Plan de Sánchez abgefeuert wurden, die östlich und westlich des Dorfes einschlugen. Gegen 2 Uhr und 3 Uhr Nachmittags traf ein Militärkommando von ca. 60 Personen in Plan de Sánchez ein und bewachte die Eingänge der Gemeinschaft. Vor allem Männer versteckten sich. Frauen und Kinder gingen meist nicht davon aus, attackiert zu werden. Die Frauen und Kinder wurden zu einem Platz gebracht, etwa 20 Mädchen im Alter zwischen 12 und 20 wurden zu einem Haus gebracht und dort misshandelt, vergewaltigt und zu Tode geprügelt. Andere festgenommene Personen wurden in ein weiteres Haus gebracht. Gegen 17 Uhr wurde dort durch das Militärkommando zwei Handgranaten hineingeworfen und Personen erschossen. Die Schüsse hielten über zwei Stunden an. Danach wurden die Häuser in Flammen gesetzt.
Am folgenden Tag, zwischen 15 Uhr und 16 Uhr kamen Mitglieder der PAC zurück und befahlen den Überlebenden, alle Leichen innerhalb einer Stunde zu begraben und drohten ansonsten, die Gemeinde zu bombardieren. Die meisten der Leichen wurden am Ort des Massakers begraben. Mehrere Angehörige der Opfer aus dem nahegelegenen Dorf Concul brachten die Leichen zu ihrem Friedhof, um sie dort zu bestatten. Mitglieder des Kommandos kamen mehrmals zu Plan de Sánchez zurück und plünderten und zerstörten die Wohnungen der Bewohner, stahlen Lebensmittel, Tiere und persönlichen Gegenstände wie Heiratsurkunden, Ausweispapiere und Landtitel.

## Folgen
Die Überlebenden des Massakers beschlossen aus Angst vor den Drohungen und Schikanen der Kommissare, der Mitglieder des PAC und der Armee, das Dorf in den Wochen und Monaten nach dem Massaker nach und nach zu verlassen. Einige der Überlebenden suchten Zuflucht in den Bergen und in anderen Orten wie Chol, San Gabriel und der Hauptstadt. Diejenigen, die in den Bergen Zuflucht suchten, nahmen keine Lebensmittel mit und hatten nur wenig Kleidung. Angesichts ihrer prekären Lage wurden sie krank, vor allem die Kinder und die älteren Menschen litten unter den Bedingungen und einige starben.
Der Beginn der Friedensverhandlungen in den 1990er Jahren in Guatemala ermöglichte die Schaffung der Comisión para el Esclarecimiento Histórico, der guatemaltekischen Wahrheitskommission, welche unter anderem dieses Massaker untersuchte und die damit verbundenen Menschenrechtsverletzungen. Die Kommission stellte fest, dass das Massaker Teil einer genozidalen Politik Guatemalas war, welche darauf abzielte, die indigene Bevölkerung der Maya ganz oder teilweise zu vernichten.

### Strafrechtliche Aufarbeitung
1992 wurde bei den Behörden Anzeige erstattet, und 1993 wurde eine strafrechtliche Untersuchung eingeleitet. Angesichts der Verzögerungen und anderer Unregelmäßigkeiten in den Verfahren und der Blockade durch ein nationales Versöhnungsgesetz, das den mutmaßlichen Tätern Amnestie gewährte, erkannten die Überlebenden, dass die innerstaatlichen Rechtsmittel Guatemalas in diesem Fall unwirksam waren. Daher beschlossen sie 1996, eine Beschwerde bei der Interamerikanische Kommission für Menschenrechte (IACHR), dem supranationalen Menschenrechtsorgan der Organisation Amerikanischer Staaten, einzureichen.
Die IACHR begann mit der Bearbeitung der Beschwerde, erhielt vom demokratisch gewählten Präsidenten Alfonso Antonio Portillo Cabrera im ersten Jahr seiner Amtszeit eine Teilanerkennung der institutionellen Verantwortung des Staates und verwies den Fall schließlich an den Interamerikanischen Gerichtshof für Menschenrechte zur Entscheidung und Beilegung. Im Jahr 2004 erließ der Interamerikanische Gerichtshof zwei Urteile, in denen er die Verantwortlichkeit Guatemalas in diesem Fall feststellte und eine Liste der Opfer veröffentlichte. Die Frage, ob das Massaker Teil eines Genozid an den indigenen Maya Achí Mitgliedern war, beantwortete der Gerichtshof aufgrund fehlender Kompetenz nicht.